# Ichirō Itō
Ichirō Itō (伊藤一朗, Itō Ichirō, né le 10 novembre 1967 à Yokosuka, préfecture de Kanagawa au Japon) est un guitariste et compositeur japonais, membre du duo Every Little Thing. Il débute avec le groupe en 1996, alors en trio, et en devient le principal compositeur quand Mitsuru Igarashi le quitte en 2000. Il sort en parallèle un mini-album en solo, Diversity, en 2009.

## Discographie solo
- 5 août 2009 : Diversity (mini-album)